# Codogno
Codogno är en ort och kommun i provinsen Lodi i regionen Lombardiet i Italien. Kommunen hade 15 991 invånare (2018).